# استان رحامنه
استان رحامنه (به فرانسوی: Province de Rehamna) یک استان در مراکش است که در مراکش آسفی واقع شده‌است. استان رحامنه ۲۰٬۹۸۶ کیلومتر مربع مساحت و ۳۱۵٬۰۷۷ نفر جمعیت دارد.